# Saint-Vaast-Dieppedalle
Saint-Vaast-Dieppedalle és un municipi francès situat al departament del Sena Marítim i a la regió de Normandia. L'any 2007 tenia 338 habitants.

## Demografia

### Població
El 2007 la població de fet de Saint-Vaast-Dieppedalle era de 338 persones. Hi havia 120 famílies de les quals 20 eren unipersonals (12 homes vivint sols i 8 dones vivint soles), 48 parelles sense fills, 48 parelles amb fills i 4 famílies monoparentals amb fills.
La població ha evolucionat segons el següent gràfic:
Habitants censats

### Habitatges
El 2007 hi havia 170 habitatges, 123 eren l'habitatge principal de la família, 38 eren segones residències i 9 estaven desocupats. Tots els 164 habitatges eren cases. Dels 123 habitatges principals, 94 estaven ocupats pels seus propietaris, 26 estaven llogats i ocupats pels llogaters i 3 estaven cedits a títol gratuït; 1 tenia una cambra, 2 en tenien dues, 13 en tenien tres, 33 en tenien quatre i 74 en tenien cinc o més. 93 habitatges disposaven pel capbaix d'una plaça de pàrquing. A 54 habitatges hi havia un automòbil i a 64 n'hi havia dos o més.

### Piràmide de població
La piràmide de població per edats i sexe el 2009 era:
| Homes | Edats   | Dones |
| ----- | ------- | ----- |
| 0     | 95 o +  | 0     |
| 0     | 90 a 94 | 4     |
| 4     | 85 a 89 | 8     |
| 0     | 80 a 84 | 0     |
| 8     | 75 a 79 | 0     |
| 12    | 70 a 74 | 12    |
| 8     | 65 a 69 | 4     |
| 4     | 60 a 64 | 16    |
| 8     | 55 a 59 | 4     |
| 16    | 50 a 54 | 16    |
| 8     | 45 a 49 | 16    |
| 4     | 40 a 44 | 8     |
| 12    | 35 a 39 | 4     |
| 8     | 30 a 34 | 8     |
| 16    | 25 a 29 | 16    |
| 8     | 20 a 24 | 12    |
| 20    | 15 a 19 | 12    |
| 8     | 10 a 14 | 12    |
| 0     | 5 a 9   | 8     |
| 4     | 0 a 4   | 8     |

## Economia
El 2007 la població en edat de treballar era de 212 persones, 146 eren actives i 66 eren inactives. De les 146 persones actives 130 estaven ocupades (78 homes i 52 dones) i 16 estaven aturades (6 homes i 10 dones). De les 66 persones inactives 28 estaven jubilades, 15 estaven estudiant i 23 estaven classificades com a «altres inactius».

### Ingressos
El 2009 a Saint-Vaast-Dieppedalle hi havia 135 unitats fiscals que integraven 374 persones, la mediana anual d'ingressos fiscals per persona era de 15.103 €.

### Activitats econòmiques
Dels 9 establiments que hi havia el 2007, 1 era d'una empresa de construcció, 2 d'empreses de comerç i reparació d'automòbils, 1 d'una empresa de transport, 4 d'empreses de serveis i 1 d'una entitat de l'administració pública.
L'únic servei als particulars que hi havia el 2009 era una fusteria.
L'any 2000 a Saint-Vaast-Dieppedalle hi havia 19 explotacions agrícoles que ocupaven un total de 966 hectàrees.

## Poblacions més properes
El següent diagrama mostra les poblacions més properes.